# تپه دودی
تپه دودی مربوط به اواسط هزاره دوم قم است و در شهرستان بیجار، روستای شریف‌آباد واقع شده و این اثر در تاریخ ۱۸ مهر ۱۳۵۶ با شمارهٔ ثبت ۱۴۷۴ به‌عنوان یکی از آثار ملی ایران به ثبت رسیده است.